# 防災非常袋

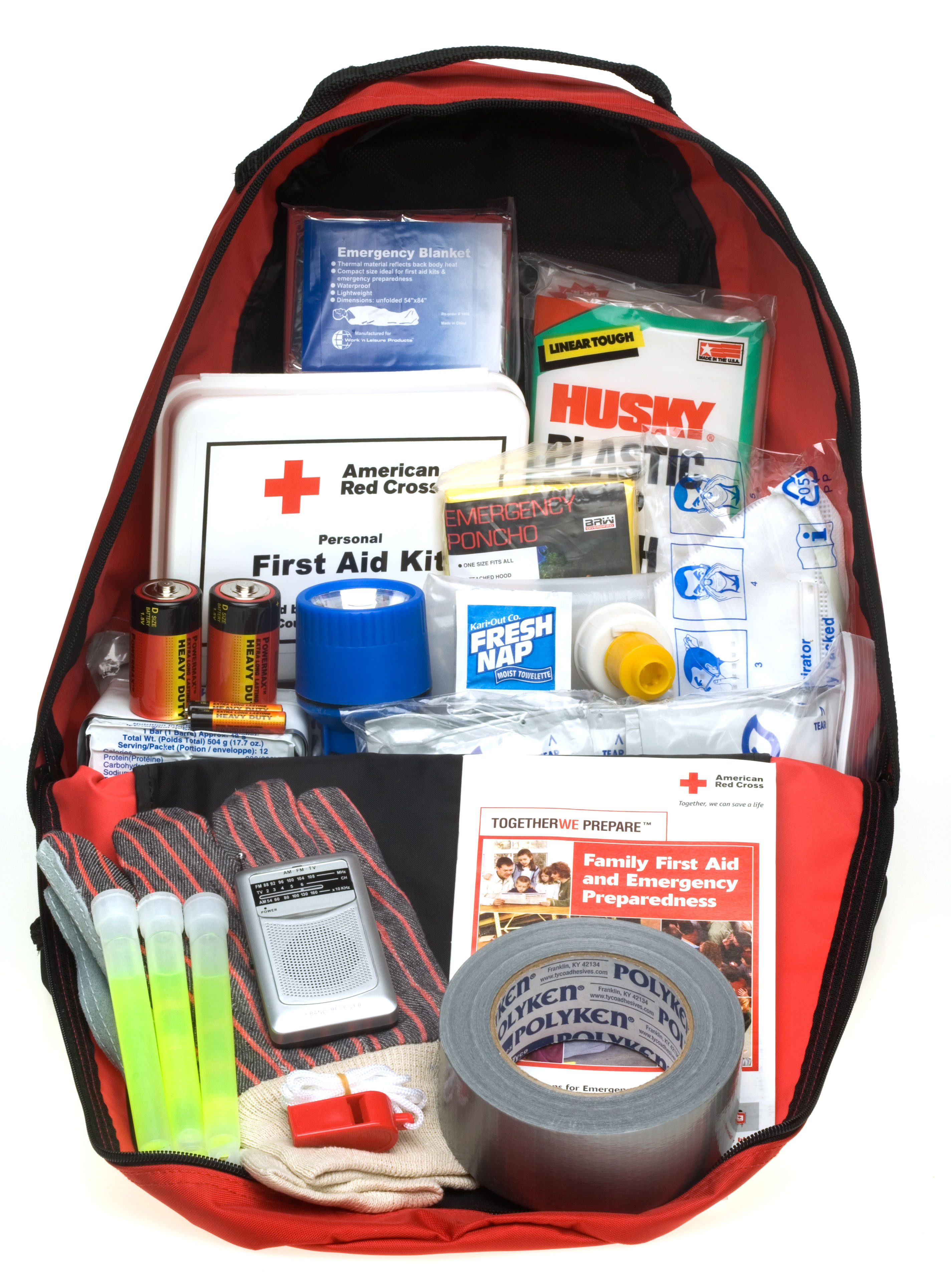
一例

防災非常袋（ぼうさいひじょうぶくろ）とは、災害時に持ち出す必要最低限の物品を入れた袋である。

## 概要
防災非常袋（「非常持出袋」あるいは単に「非常袋」や「防災袋」とも）は簡易なナップサックや巾着状の袋であるが、特に被災した際にすぐさま持って避難できるようまとめられたもので、一般に被災直後から救援活動の始められる数日間のあいだ被災者の生命を繋ぐものである。このため個人が各々携帯することを前提とした一人用のものから、家族単位など少人数に対応したもので、持って歩くために必要最小限で軽量なものに留められる。
考え方としては、被災者個人を助けるために日常的に保管し、災害時にはすぐさまそれだけを持って避難できるようにするため、持病などで所定の医薬品が必要な場合では、以下に示す「入れるもの」に加え、この医薬品も含まれるべきである。また直ちに生命の危機に直結する訳ではないが、衛生を管理し食中毒など疾病を予防する観点からウェットティッシュなどの日用品や、あるいは女性の場合には生理処理用品など生活必需品も挙がる。乳児の居る家庭では、乳児の食料となる粉ミルクと食事に必要な哺乳瓶も必要となることだろう。
このほか、貴重品や金品などを含めるという考えもあるが、こちらは入れっぱなしにしておくことに向かず、また普段通路など目に付く場所に手に取りやすい形で置かれることになる防災非常袋だけに、泥棒などに持ち逃げされるリスクも問題となる。ただ、被災時の連絡手段としては輻輳の発生しやすい携帯電話では難があるため公衆電話（停電時にはテレホンカードが使えない場合がある）を使うための小額硬貨なども挙がることもある（大災害の場合には避難所に、災害時優先電話になった特設公衆電話が設置される）。
防災非常袋は、被災時にパニックなど細かい判断が難しくより衝動的な考えに支配されやすい場合や、また火災や倒壊など直ちに建物から離れなければならない突発事態に際して、すぐさま手にとって持ち出されることを前提としている。このため建物（住居家屋・企業施設など）の出入り口付近に壁掛けなどの形で設置されるべきである。
なお形状としては、手に持ったままだと被災時に手を付いて移動したり他の道具が使えないなど不便であるため、背負って携帯できるようになっている製品が主流であるほか、必要最低限に限定してウェストポーチなど、軽量でより行動を妨げない（ただし容量は小さい）バッグ類などにまとめられる。火災に遭遇してもすぐ燃え移らないよう、難燃素材で作られた製品も見られる。
その他、過去の写真アルバムや遺品等、被災によって喪失すれば後になって金品をいくら支払っても取り戻せない貴重な品を防災非常袋の中に収めるという考え方も出てくるが、邪魔にならないほどかさばらないものを除く失い難い思い出の品は耐火金庫など耐久性のある容器に封入して事後回収するほうが、思い出の品諸共避難が遅れ被災するよりは理にかなっている。救援開始までの3日の間に必要とする水（成人が一日2-3リットル）や食料だけでも行動に制限がでかねない重量（目安は10-15kg程度）になりうることから、災害の最中に家財道具一式はなおのこと思い出の品などを持ち回るのは現実的とは言いがたいためである。

### 非常袋と防災袋
なお上に述べたのは被災時にすぐさま持って出る（一次避難）ための「非常袋」であるが、このほかにも収容避難場所など被災した家屋を離れ集団生活をする（二次避難）ために必要な物品を納めた「防災袋」も必要と考えることができる。こちらは、初期救援活動が開始された後に必要なものであるため、すぐさま喫食できる非常食や応急処置に必要な医療品は必要性が減ぜられ、一方で肌着など衣類や石鹸・歯ブラシセットなど携帯の便がよい日用品が求められる。このほか避難所では集団で生活を余儀なくされ絶えず明るく人のざわめきがあるなど、ゆっくり休みにくい環境であるため、アイマスクや耳栓など睡眠を補助する道具も考慮される。
このほか、非常袋では必要最低限のものだけに留められるが、防災袋では多少かさばり重い飲料水のタンクや食料・衣類・毛布など、状況に応じて追加的に必要と考えられる物資も含められる。ただ、その場合にも「被災し足場の悪い道路を徒歩で移動する」ことを考慮し、持ち歩ける程度に留められる。

### 内容物の消費期限
内容物が消費期限の関係で使用不能になっていることは甚だ問題があるため、例えば日本では防災の日など所定の日に、定期的に内容物が改められ、いつ何時でも利用できる状態であることが望ましい。
例えば乾電池では自然放電によって消耗、更には機器に入れたままにしておくと液漏れなどで機器の機能を損なうこともあるため、非常防災袋では別々に保管し消費期限を確認しておく必要がある。こういった問題に関しては、人力発電など他に電力を求める機器も少なからず販売されている。

### 問題点
実際に防災非常袋を持ち出した場合、避難先で物資を持つものと持たざるものとの対立が起こることがある。
また、古い家屋に防災非常袋を置いている場合、害虫などの影響で用を成さなくなる可能性がある。

## 内容
以下は一例。
- 非常食（乾パン、缶詰など）
- ナイフ、缶切り、栓抜き、わりばし
- 保存飲料水
- 三角巾
- 包帯
- 救急絆創膏
- ガーゼ
- 常備薬、お薬手帳
- マスク
- 懐中電灯（予備の電球も）
- 乾電池
- マッチ、ライター
- ろうそく
- 携帯ラジオ
- タオル
- 軍手
- ロープ
- 救助用具（ノコギリ、スコップ等）
- ビニールシート
- ポリ袋、ビニール袋、ごみ袋
- ティッシュペーパー、ウェットティッシュ
- 携帯トイレ
- ホイッスル
- ヘルメット、防災頭巾
- 着替え用衣類（上着、下着、靴下など）
- 帽子
- 雨具
- 生理用品、紙おむつ
- トランプ、UNO

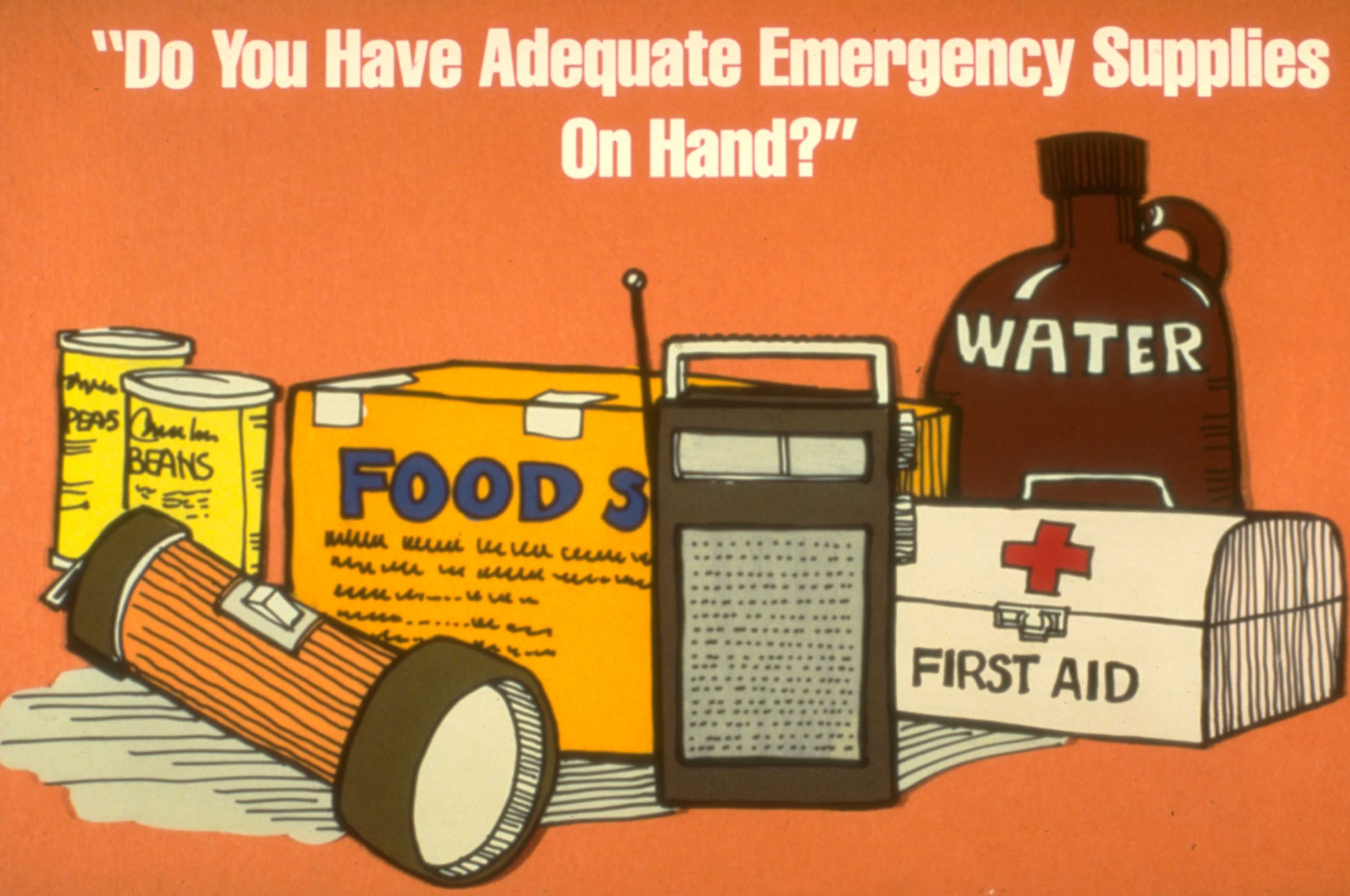
アメリカ合衆国連邦緊急事態管理庁（FEMA）

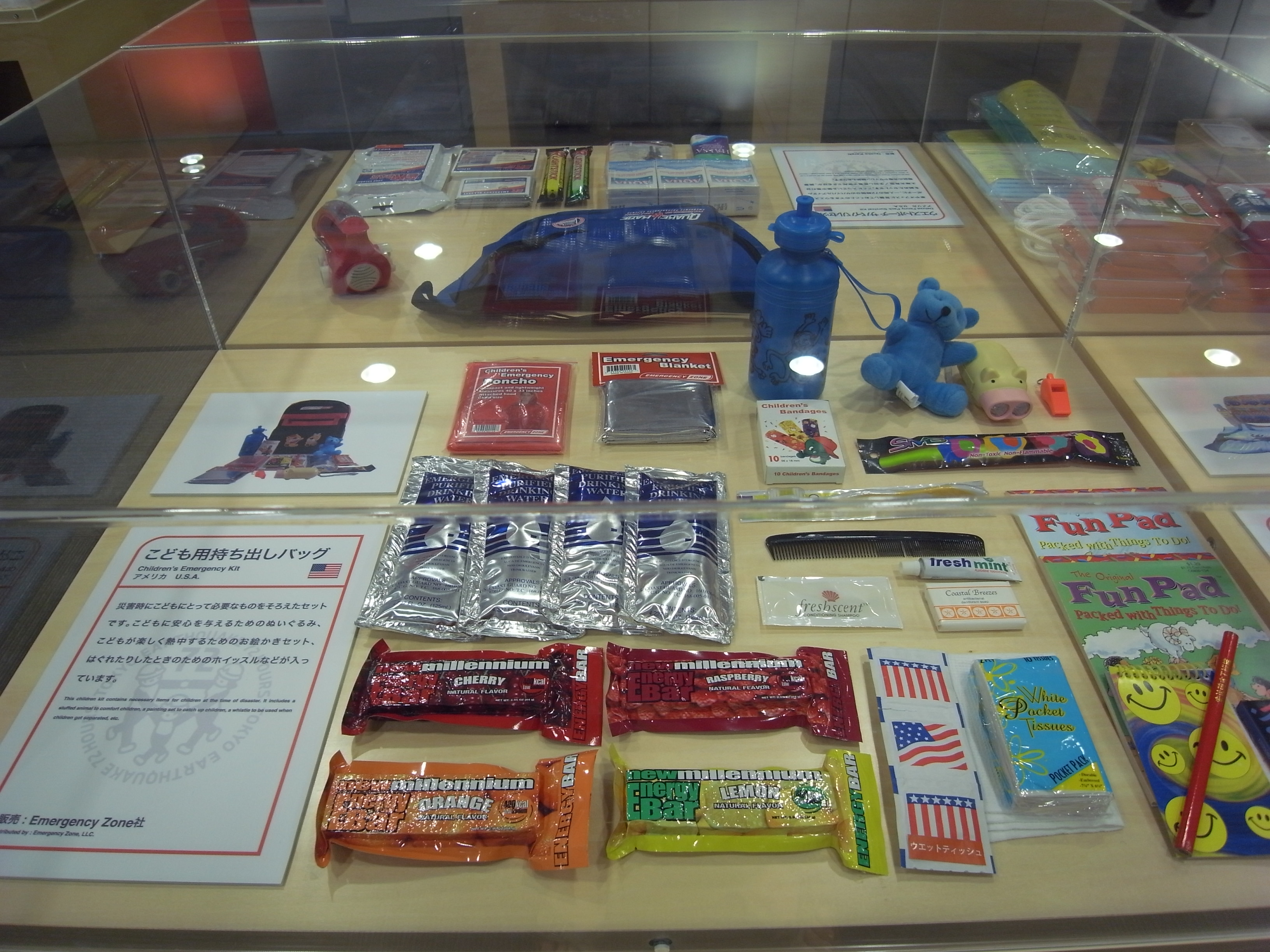
こども用持ち出しバッグの内容

- 貴重品（預貯金通帳、印鑑、キャッシュカードなど）
- 現金、小銭など
- 健康保険証のコピー
- 住民票のコピー
- 携帯電話、充電器、バッテリー
- コンタクトレンズ、めがね、入歯、アイマスク
- 筆記用具、メモ帳
- 大切な人々の連絡先コピー
- 母子健康手帳、診察券、洗浄綿、マタニティマーク
- ミルク用飲料水、調製粉乳、哺乳瓶、スプーン、ストロー、スパウト、だっこひも、授乳ケープ、おしりふき

### 英語での持ち出し品
英語で避難時の指針として、六つのP（6 P's）という物がある。
1. People and Pets（周りの人とペット）
2. Papers（重要書類、身近な人への連絡帳）
3. Prescriptions（処方箋）
4. Photos（写真）
5. Personal computers（パソコン）
6. Plastic Card（クレジットカード類）